# Paradoxa hidroestàtica
La paradoxa hidroestàtica és un experiment científic que fou formulat pel matemàtic i enginyer flamenc Simon Stevin a finals del segle xvi. Aquest experiment demostra un dels principis de la pressió hidroestàtica el qual ens informa que la pressió exercida per un líquid augmenta amb la profunditat i no pas amb la quantitat. 

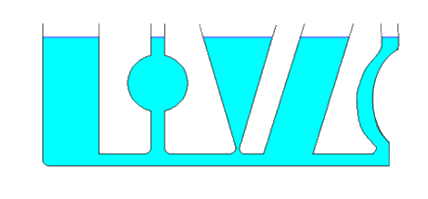
Imatge que il·lustra el muntatge de l'experiment de la paradoxa hidroestàtica

En el muntatge es considera una sèrie de recipients de formes variades, oberts a l'aire lliure i comunicats per la seva part inferior mitjançant un conducte. Si tot el sistema s'omple amb un líquid, quan passa un temps, un cop ja ha arribat l'equilibri, s'observa que el nivell en tots els recipients és el mateix. Aquest fet fou el considerat xocant pel que semblava que el líquid contingut en el recipient de major volum hauria d'exercir una pressió major en el fons que el contingut del recipient menor. D'acord amb aquest raonament, la diferència de pressió faria passar el líquid del recipient cilíndric al cònic, i el nivell d'aquest últim seria major fet que provocaria un desbordament d'aigua en el recipient del mig.

## Resolució de la paradoxa
Els factors que determinen la pressió hidroestàtica que exerceix un líquid són; la gravetat (g), la densitat (d) i la profunditat (h). La quantitat del líquid en un recipient no és condicionant de la pressió que exerceix, com es creia abans, és per això que l'aparent paradoxa és una simple conseqüència del fet que la pressió d'un líquid (és a dir, la que exerceix), és major quan més augmenta la profunditat i no pas la quantitat.

## Principi
Degut a les observacions de Stevin, aquest arribà a la conclusió que la pressió descendent d'un fluid sobre un cos és independent de la forma d'aquest i només depèn de l'altura i de la base del plànol de carena.